# Midlands Regional Alliance
De Midlands Regional Alliance is een Engelse voetbalcompetitie. Er zijn 3 divisies en de Premier Division bevindt zich op het 13de niveau in de Engelse voetbalpiramide. De league is leverancier voor de Central Midlands Football League. 